# جورجا ملوني
جورجا مِلوني (بالإيطالية: Giorgia Meloni) (15 يناير 1977 - ) هي سياسية وصحفية إيطالية، تشغل منصب رئيس وزراء إيطاليا منذ 22 أكتوبر 2022، كما أنها عضوٌ في مجلس النواب الإيطالي منذ عام 2006. ترأسُ جورجا حزب إخوة إيطاليا السياسي منذ عام 2014، وترأسُ حزب المحافظين والإصلاحيين الأوروبيين منذ عام 2020. انضمَّت مِلوني إلى «جبهة الشباب» (بالإيطالية: Fronte della Gioventù) وهي الجناحُ الخاصّ بالشباب في الحركة الاجتماعية الإيطالية الذي هو حزب سياسي يميني متطرّف له جذور فاشية جديدة، وأصبحت عام 1992 الزعيمة الوطنية لـ «حركة الطلاب الإيطاليّة» وهي الحركة الطلابية التي تُمثّل حزبَ التحالف الوطني الذي يُعتبَر حزبًا سياسيًا محافظًا في إيطاليا. كانت عضوًا في مجلس مقاطعة روما من 1998 إلى 2002، وأصبحت بعد ذلك رئيسة «حركة الشباب» (بالإيطالية: Azione Giovani) وهي الجناحُ الخاصّ بالشباب في حزبِ التحالف الوطني.
عُيّنت عام 2008 وزيرةً للشباب في حكومة برلسكوني الرابعة، وهو المنصب الذي شغلته حتى عام 2011، ثمّ شاركت في العام الموالي في تأسيسِ حزب إخوة إيطاليا وأصبحت رئيسةً له في عام 2014. شاركت مِلوني في انتخابات البرلمان الأوروبي لعام 2014 في إيطاليا، كما شاركت في الانتخابات البلدية لعام 2016 في روما كمرشَّحة لرئاسة البلدية لكنّها لم تُنتَخب في الاستحقاقَين. بعد الانتخابات العامة الإيطالية لعام 2018، قادت جورجا حزب إخوة إيطاليا ضمنَ صفوفِ المعارضة خلال كامل فترات المجلس التشريعي الإيطالي الثامن عشر، وهو ما ساهمَ في زيادة شعبيّة الحزب بحسبِ عددٍ من استطلاعات الرأي، ولا سيما خلال حكومة دراجي، حيثُ كان حزب الإخوة هو حزب المعارضة الوحيد وهو ما انعكسَ بالإيجاب عليهِ مستقبلًا وخاصّة في الانتخابات العامة الإيطالية لعام 2022.
وُصفت مواقف وآراء جورجا مِلوني السياسيّة بالشعبويّة اليمينيّة و‌القوميّة الإيطالية، كما قِيل أنّها يمينية متطرفة لكنّها ترفضُ هذه التسمية وتصفُ نفسها بأنها مسيحيّة ومحافِظة، وتدَّعي الدفاع عن «الله والوطن والأسرة»، كما تُعارض الإجهاض و‌الموت الرحيم و‌زواج المثليين فضلًا عن معارضتها لأبوة وأمومة المثليين مؤكّدةً على أنَّ الأسرة الأوليّة تتكوّن حصرًا من زوجينِ واحدٌ ذكرٌ والثاني أنثى. تُعارض مِلوني أيضًا استقبال المهاجرين غير الأوروبيين والتعددية الثقافية. اتُهمت في عددٍ من المرات بكراهيّة الأجانب كما اتُهمت برُهاب أو كراهيّة الإسلام. جورجا مِلوني من مؤيّدي حلف شمال الأطلسي، لكنها تتمسَّكُ في الوقت نفسه بآرائها الشكوكيّة أو المتشكّكة فيما يتعلق بالاتحاد الأوروبي. كانت الصحفيّة والسياسيّة الإيطاليّة تؤيّد علاقات أفضل مع روسيا قبلَ غزو الأخيرة لأوكرانيا عام 2022 وهو الغزو الذي أدانته وتعهدت بمواصلة إرسال الأسلحة إلى أوكرانيا. أعربت جورجا عن وجهات نظرٍ مثيرة للجدل، حيثُ سبق وأن أشادت بالديكتاتور الإيطالي بينيتو موسوليني في عام 1996 كما أشادت بالمتواطئ النازي والمؤسِّس المشارك لحزب الحركة الاجتماعية الإيطالية جورجيو ألميرانتي في عام 2020.

## الحياة المُبكّرة والتعليم
وُلدت جورجا مِلوني في العاصِمة روما في 15 كانون الثاني/يناير 1977. ينحدرُ والدها من سردينيا فيما تعودُ أصول والدتها لجزيرة صقلية. تركَ والدها الذي كان يعملُ مستشارًا في قضايا الضرائب العائلة عندما كانت تبلغُ من العمر إحدى عشر سنة وانتقلَ للعيشِ في جزر الكناري. نشأت جورجا في منطقة غارباتيلا (بالإيطالية: Garbatella)، وبحلول عام 1992 انضمَّت إلى جبهة الشباب الجناح الشبابي في الحركة الاجتماعية الإيطالية وهي في سنّ الخامسة عشر. أسَّست خلال هذه الفترة تنسيقيّة طلابيّة جديدة اشتهرت باسمِ «الأجداد» (بالإيطالية: Gli Antenati) وهي التنسيقيّة التي شاركت في الاحتجاج على إصلاح التعليم في العام الذي روَّجت فيهِ للإصلاح الوزيرة روزا روسو إيرفولينو.
أصبحت جورجا عام 1996 رئيسة حركة الطلاب الإيطاليّة التابعة للتحالف الوطني الذي ينهجُ المحافظة الوطنيّة في سياساته، فمثَّلت هذا الحزب أو الحركة في منتدى الجمعيات الطلابية الذي أنشأته وزارة التعليم الإيطاليّة. بحلول عام 1998 وبعد فوزها في الانتخابات التمهيديّة انتُخبَت جورجا عضوًا في مجلس مقاطعة روما، وشغلت هذا المنصب حتى عام 2002، كما أصبحت في عام 2004 أول امرأة تتولى رئاسة حركة الشباب التابعة لحزبِ التحالف الوطني. عملت خلال هذه السنوات مربية ونادلة في أحد أشهر النوادي الليلية في روما.
تخرَّجت مِلوني من معهد أميريجو فسبوتشي (بالإيطالية: Amerigo Vespucci) في عام 1996، وأعلنت أنها حصلت على شهادة الثانوية العامّة في اللغات من نفسِ المعهد مع علامة نهائيّة بلغت 60/60، لكنّ معهد أميريجو فسبوتشي لم يكن مدرسةً لتدريسِ اللّغات الأجنبية، وبالتالي فهو غير مؤهلٍ لإصدار دبلومٍ في اللغات بل هو مجرّد ثانوية فنيّة متخصصة في عالَم السياحة. أثارَ هذا الموضوعُ جدلًا في إيطاليا حول ما إذا كانت قد كذبت بشأن شهادتها.

## المسيرة المهنيّة

### وزيرة الشباب

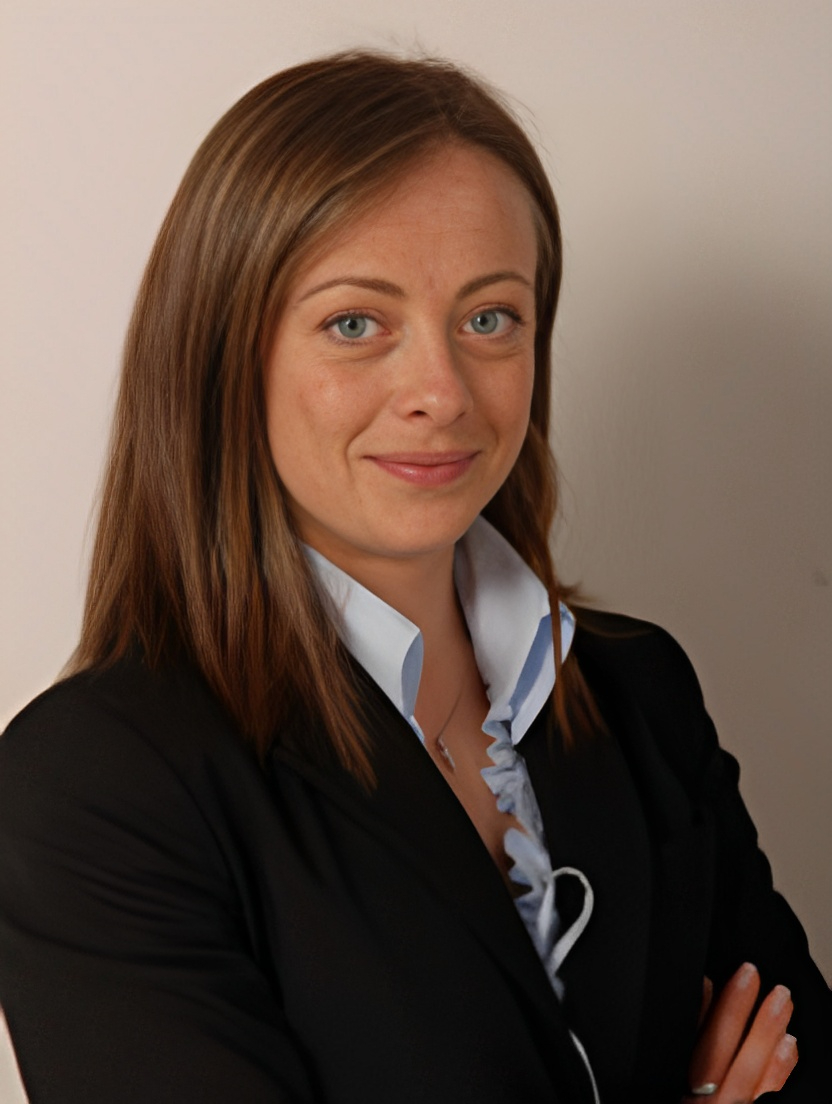
جورجا مِلوني عام 2006

انتُخبت جورجا في الانتخابات العامة الإيطالية لعام 2006 في مجلس النواب كعضوٍ عن حزبِ التحالف الوطني، فأصبحت بذلك أصغر نائبة للرئيس على الإطلاق. بدأت في نفس العام العمل كصحفيّة، وعُيّنت عام 2008 وزيرةً للشباب في حكومة برلسكوني الرابعة، وهو المنصب الذي شغلته حتى 16 تشرين الثاني/نوفمبر 2011 عندما أُجبر رئيس الوزراء وقطب الإعلام سيلفيو برلسكوني على الاستقالة من منصبه وسط أزمة مالية واحتجاجات عامّة. بشغلها المنصب في وزارة الشباب فقد أصبحت مِلوني حينها أصغر وزيرةٍ في تاريخ إيطاليا الموحَّدة.
دعت مِلوني في بيانٍ لها في آب/أغسطس 2008 الرياضيين الإيطاليين لمقاطعة حفل افتتاح أولمبياد بكين احتجاجًا على السياسة الصينيّة تجاه التبت، وقد انتقدَ برلسكوني ووزير الخارجية فرانكو فراتيني هذا البيان. اندمجَ حزبها في العام الموالي مع حزب فورزا إيطاليا لتكوينِ حزب شعب الحرية فتولَّت رئاسة قسم الشباب في الحزب الجديد. صوَّتت في نفس العام لصالح مرسوم قانونٍ ضد الموت الرحيم.
قدَّمت في تشرين الثاني/نوفمبر 2010 بصفتها وزيرةً للشباب استثمارًا بلغت قيمتهُ 300 مليون يورو بعنوان «الحقّ في المستقبل»، وهدفت من خلال هذه الخطوة إلى الاستثمارِ في الشباب من خلالِ خمس مبادرات كُبرى بما في ذلك مبادرة تقديم حوافز لأصحاب المشاريع الجديدة ومبادرة أخرى تخصُّ تقديمَ مكافآتٍ لصالح العمال المؤقتين فضلًا عن قروضٍ للطلاب المستحقّين. انتقدت في تشرين الثاني/نوفمبر 2012 حزب شعب الحريّة بقيادة أنجيلينو ألفانو وذلك بعدما أبدى الأخير دعمًا لمجلس وزراء ماريو مونتي. تعاونت جورجا بعد إلغاء الانتخابات التمهيدية مع زميلَيْها السياسيَيْن إجنازيو لا روسا وجويدو كروسيتو لوضع سياسة مناهضة لمونتي، والمطالبة بالتجديد داخل حزب شعب الحريّة كما وجَّهت سهام النقد نحوَ قيادة برلسكوني أيضًا.

### زعامة إخوة إيطاليا
أسَّست مِلوني في كانون الأول/ديسمبر 2012 رفقةَ إجنازيو لا روسا وجويدو كروسيتو حركة سياسية جديدة حملت اسم إخوة إيطاليا. جاء اسمُ هذا الحزب السياسي الجديد من كلمات النشيد الوطني الإيطالي. ترشَّحت في الانتخابات العامة الإيطالية لعام 2013 كجزءٍ من ائتلافِ يمين الوسط بزعامة برلسكوني وحصلت رفقةَ حزبها على 2.0% من الأصوات و9 مقاعد. أُعيدَ انتخابها في مجلس النواب عن المنطقة الإداريّة لومبارديا وعُينت فيما بعد زعيمةً للحزب في المجلس، وهو المنصب الذي كانت ستشغله حتى عام 2014 عندما استقالت لتُركّز على عملها الداخلي في الحزب وخلفها فابيو رامبيلي. أصبحت جورجا مِلوني في آذار/مارس 2014 رئيسةً لحزبِ إخوة إيطاليا، ورُشّحت في نيسان/أبريل من نفسِ العام لانتخابات البرلمان الأوروبي في جميع الدوائر الانتخابيّة الخمس. حصلَ حزبها على 3.7% من الأصوات فقط (348.700 صوت) بما لا يتجاوزُ عتبة 4% ولم تُصبح بذلك عضوًا في البرلمان الأوروبي. أسَّست في 4 تشرين الثاني/نوفمبر 2015 لجنة سياسيّة جديدة سمَّتها «أرضنا» (بالإيطالية: Terra Nostra) واسمها الكامل «أرضنا - الإيطاليون مع جورجا مِلوني» وهي لجنةٌ سياسيّة محافِظة الهدف منها دعمُ حملات مِلوني السياسيّة والانتخابيّة، كما تهدفُ إلى توسيع القاعدة الشعبية لحزب إخوة إيطاليا الذي تقوده مِلوني نفسها.

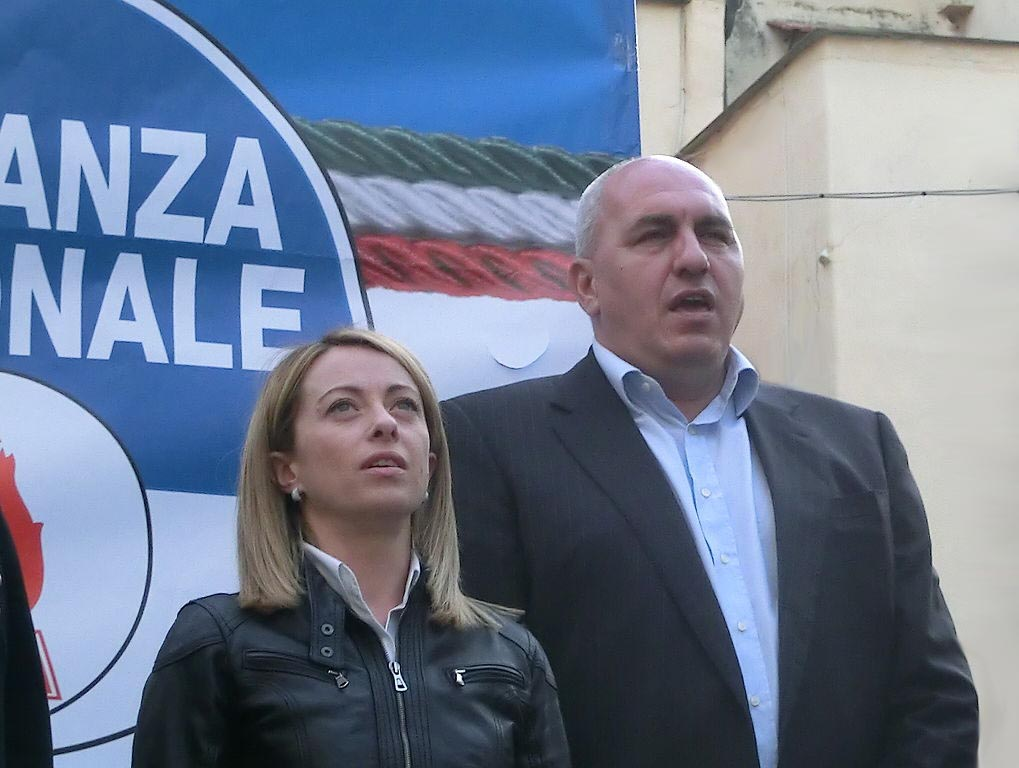
مِلوني مع جويدو كروسيتو خلال مسيرةٍ نظمها حزبُ إخوة إيطاليا في عام 2014.

شاركت جورجا مِلوني في 30 كانون الثاني/يناير 2016 في «يوم الأسرة» وهي مظاهرةٌ مناهضةٌ للمثليين، كما أعلنت أنها ضد تبني المثليين للأطفال. أعلنت خلالَ نفس اليوم أنها حامل، ووُلدت ابنتها جينيفرا في 16 أيلول/سبتمبر من نفس العام. ترشَّحت في الانتخابات البلدية لعام 2016 في روما لمنصب عمدة البلديّة وذلك بدعمٍ من حزبِ نحنُ مع سالفيني (بالإيطالية: Noi con Salvini) وهو حزب سياسي يقودهُ ماتيو سالفيني فيما كان منافسها مدعومًا من طرفِ فورزا إيطاليا وبرلسكوني. فازت مِلوني بـ 20.6% من الأصوات، أي ما يقرب من ضعف أصوات مرشح حزب فورزا لكنها لم تتأهل مع ذلك للجولة الأخيرة. خلال الاستفتاء على الدستور الإيطالي لعام 2016 بشأن الإصلاح الذي روَّجت له حكومة رينزي، أسَّست مِلوني لجنة «لا، شكرًا» وشاركت في العديد من المناظرات التلفزيونيّة، بما في ذلك مناظرة ضد رئيس الوزراء آنذاك ماتيو رينزي. لم ينجح الاستفتاء الدستوري حيثُ أن 60% تقريبًا صوّتوا بـ «لا»، وهو ما دفعَ مِلوني إلى الدعوةِ إلى انتخابات مبكرة. نجحت أخيرًا في حجبِ الثقة عن الحكومة المقبلة بقيادة باولو جينتيلوني وذلك بعد استقالة رينزي. شهد مؤتمر حزب إخوة إيطاليا في الفترة من 2 إلى 3 كانون الأول/ديسمبر 2017 في ترييستي إعادة انتخاب مِلوني كرئيسةٍ للحزب، بالإضافة إلى تجديد شعاره وانضمام دانييلا سانتانشي وهي سياسية يمينيّة منذ فترة طويلة.

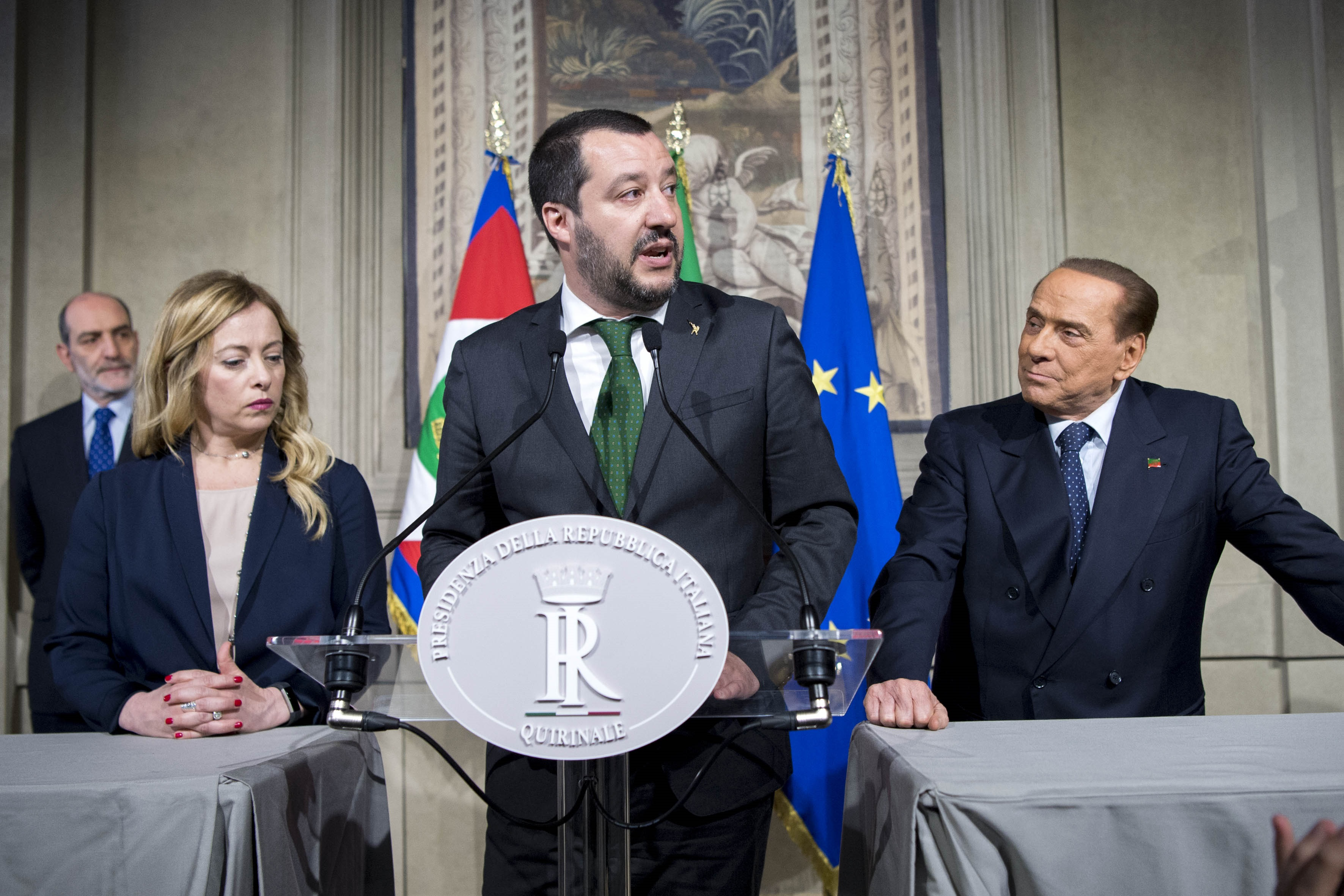
مِلوني رفقةَ ماتيو سالفيني (في الوسط) وسيلفيو برلسكوني عام 2018.

قرَّرت بصفتها زعيمةً لحزب إخوة إيطاليا تشكيل تحالفٍ مع حزبِ الرابطة (بالإيطالية: Lega) بقيادة سالفيني، وأطلقت عدة حملات سياسية معه ضد حكومة يسار الوسط بقيادة الحزب الديمقراطي فصارَ حزبُ إخوة إيطاليا متبنيًا للشكوكيّة الأوروبيّة فضلًا عن الشعبويّة اليمينية. كانَ حزبها جزءًا من تحالف يمين الوسط خلالَ الانتخابات العامة الإيطالية 2018، رفقة حزبي برلسكوني (فورزا إيطاليا) وسالفيني (الرابطة) وكذا حزب رافاييل فيتو (نحنُ مع إيطاليا). حصل حزبُ مِلوني على 4.4% من الأصوات وفاز بأكثر من ثلاثة أضعاف المقاعد في انتخابات عام 2013. انتُخبت لعضوية مجلس النواب ضمنَ الانتخاب الفردي عن دائرة لاتينا في لاتسيو بنسبة 41% من الأصوات. فازَ تحالف يمين الوسط الذي برزَ فيه حزبُ الرابطة كقوة سياسية رئيسية بأغلبية المقاعد في مجلس النواب، ونظرًا لعدم فوز أي مجموعة أو حزب سياسي بأغلبية مُطلَقة فقد أدى ذلك إلى برلمان معلق.
أصبحت جورجا منذ شباط/فبراير 2021 عضوًا في معهد آسبن، وهو معهدٌ فكري دولي يتخذُ من واشنطن العاصمة مقرًا له ويضمُّ العديد من الممولين ورجال الأعمال والسياسيين. على جانبٍ آخر فقد أهانَ الأستاذ في جامعة سيينا جيوفاني جوزيني في 19 شباط/فبراير عام 2021 ملوني ووصفها بأسماءٍ وألقابٍ مبتذلة خلال مداخلة له مع إذاعة ما على الراديو وهو ما أثارَ جدلًا كبيرًا. هاتفَ كل من الرئيس سيرجيو ماتاريلا ورئيس الوزراء ماريو دراجي ملوني معلنانِ دعمهما لها ومنددان في نفسِ الوقت بما قاله جوزيني الذي أُوقفَ من قِبل مجلس جامعته. وقَّعت جورجا في تشرين الأول/أكتوبر من عام 2021 أيضًا على ميثاق مدريد، وهو ميثاقٌ صيغَ عام 2020 ويصفُ الجماعات اليسارية بأنها أعداءٌ لأمريكا الأيبيرية المتورّطة في «مشروع إجرامي تحت مظلة النظام الكوبي». صيغَ هذا الميثاق من قِبل حزب فوكس السياسي وهو حزبٌ قومي متطرف إسباني، كما شاركت ملوني في مؤتمر الحزب نفسه خلال تلكَ الفترة. ألقت السياسيّة الإيطاليّة في شباط/فبراير 2022 كلمةً خلالَ «المؤتمر السنوي للعمل السياسي المحافظ» في فلوريدا وهو مؤتمرٌ سياسي سنوي يحضره نشطاء محافظون ومسؤولون منتخَبون من جميع أنحاء الولايات المتحدة وخارجها. طالبت جورجا في كلمتها النشطاء والمسؤولون المحافظون الأمريكيون بالدفاعِ عن آرائهم ضد التقدميين.
مع اقترابِ الانتخابات العامة الإيطالية لعام 2022، وهي انتخاباتٌ مبكّرةٌ تمَّت الدعوة إليها بعد أزمة الحكومة الإيطاليّة، جرى اتفاقٌ بين تحالف يمين الوسط على أن يكون زعيم الحزب الذي حصل على أكبر عددٍ من الأصوات ضمنَ التحالف هو المرشّح الأول لرئاسة الوزراء. أظهرت استطلاعات الرأي في تموز/يوليو 2022 تقدّم حزب إخوة إيطاليا على باقي الأحزاب في الائتلاف، وكان من المتوقعِ جدًا أن تُصبح جورجا ملوني رئيسة وزراء إيطاليا إذا حصلَ تحالف يمين الوسط على الأغلبية المطلقة في البرلمان، وهو ما يعني صعود الحكومة الأكثر يمينية في تاريخ الجمهورية الإيطالية لسدّة الحُكم بحسبِ بعض الأكاديميين والمُختصّين. في محاولةٍ منها لتهدئة المخاوف بين أولئك الذين يصفون حزبها إخوة إيطاليا بالحزبِ الفاشي الجديد أو الحزب اليميني المتطرّف، ومحاولة تهدئة المخاوف أيضًا داخلَ المفوضية الأوروبية من أنها – لو وصلت سدّة الحكم – قد تقود إيطاليا بنفس الطريقة التي تُقَاد بها المجر تحت رئاسة فيكتور أوربان، قالت ملوني للصحافة الأجنبية «أنّ الفاشية الإيطالية هي تاريخ»، وبصفتها رئيسةً لحزب المحافظين والإصلاحيين الأوروبيين فقد تشاركت – بحسبها – خبرات وقيم حزب المحافظين في المملكة المتحدة، والليكود في إسرائيل، والحزب الجمهوري في الولايات المتحدة. مع ذلك فقد شكَّكَ عددٌ من النقاد والمتابعين للشأن الأوروبي بشكل عامّ والإيطالي بشكل خاص في ادعاءاتها وتصريحاتها مستشهدين بخطبها حول الهجرة وحقوق المثليين، كما أشار مقالٌ نشرتهُ شبكة بي بي سي نيوز في أيلول/سبتمبر 2022 إليها على أنها «تقومُ بحملاتٍ ضد حقوق مجتمع الميم».
في ظلّ انتخاباتٍ كان من المتوقّع أن تشهدَ إقبالًا ضعيفًا بشكل قياسي، رجَّحت استطلاعات الرأي فوز تحالف يمين الوسط بأغلبية المقاعد في الانتخابات العامّة لعام 2022، وكان من المتوقّع أن تكون ملوني الفائزة في الانتخابات مع حصول حزب إخوة إيطاليا على عددٍ كبيرٍ من المقاعد. بحسبِ الاتفاق الذي وافقَ عليه تحالف يمين الوسط والذي رأى أنّ الحزب الذي سيحصل على أكبر عددٍ من الأصوات في الائتلاف سوف يُرشَّح زعيمه لرئاسة الوزراء، فقد صارت ملوني المرشَّحة الأولى والأوفر حظًا فعلًا. أقرَّ تحالف يسار الوسط بالهزيمة بعد فترةٍ وجيزةٍ من يوم الاقتراع، وسُرعان ما هنَّأ أوربان رئيس وزراء المجر وماتيوز موراوسكي رئيس بولندا، وليز تراس رئيسة وزراء المملكة المتحدة. ومارين لوبان الزعيمة السابقة لحزب التجمّع الوطني الفرنسي جورجا بانتصارها الانتخابي، كما احتفلَ قادة أحزاب اليمين المتطرف الأوروبي مثل حزب البديل من أجل ألمانيا وحزب فوكس الإسباني بنتائج الانتخابات الإيطاليّة.

## المواقف السياسية
وصفَ المراقبون مواقف ملوني السياسية بأنها يمينية متطرفة، لكن وخلالَ مقابلة مع نيكولاس فاريل من المجلّة البريطانيّة المُشاهِد (بالإنجليزية: The Spectator) رفضت ملوني أوصافًا لسياستها على أنها «أقصى اليمين»، مُضيفةً أنّ هذه الأوصاف تدخلُ حملة التشهير التي يشنّها خصومها. وَصفت ملوني نفسها بأنها «محافظة»، لكنّ آخرين وصفوها بـ «اليمنيّة
المتشدّدة»، و‌بالشعبويّة، و‌القوميّة. تُوصَف ملوني على أنها شخصيّة قريبة من فيكتور أوربان رئيس وزراء المجر وزعيم حزب فيدس – الاتحاد المدني المجري، كما يُقال أنها قريبةٌ من حزبِ التجمع الوطني الفرنسي وحزب فوكس الإسباني. وصفت ملوني في المُقابل حزبها إخوة إيطاليا بأنه «حزبُ التيار المحافظ». جديرٌ بالذكرِ هنا أنّ جورجا ملوني من مؤيّدي النظام الرئاسي كما تُؤيّد تغيير الدستور الإيطالي.

### القضايا الاجتماعية
تُعارض ملوني الإجهاض و‌الموت الرحيم والقوانين التي تعترفُ بزواج المثليين أو ما يُعرف بالاتحاد المدني. تحدثت خلالَ تجمعٍ حاشدٍ في بياتزا ديل بوبولو في تشرين الأول/أكتوبر 2019 ضد الأبوة والأمومة عندَ المثليين وقد انتشرَ حديثها على منصات التواصل الاجتماعي الإيطالية. عارَضت ملوني أيضًا قانونًا لمكافحة رهاب المثلية الجنسيّة في إيطاليا وتقول أنّ لا رُهاب أو كراهيّة للمثليّة في بلدها. خلال مقابلةٍ لها مع قناة لو لين التلفزيونيّة الإيطاليّة (بالإيطالية: Le Lene)، عبَّرت جورجا عن كونها تُفضّل «عدم إنجاب طفل مثلي الجنس». ملوني داعمةٌ للحركة المناهضة للنوع الاجتماعي أو الجندر، وهي حركةٌ وُلدت في منتصف التسعينيات في دوائر جماعة أوبوس داي من أجل إدانة أي وضع اجتماعي غير ذلك الذي وافقت عليه الكنيسة الكاثوليكية التي تُعارض دراسات النوع الاجتماعي. تدعمُ السياسيّة والصحفيّة الإيطالييّة تغيير أو تعديل الدستور من أجل جعل تبني الأطفال أمرًا غير قانوني للأزواج من نفس الجنس. انتقدت ملوني في آذار/مارس 2018 شركة والت ديزني لقرارها تصويرَ زوجَين مثليين في فيلم ملكة الثلج 2، وكتبت على حساباتها في شبكات التواصل الاجتماعي: «كفى! لقد سئمنا من هذا! ارفعوا أيديكم عن الأطفال».

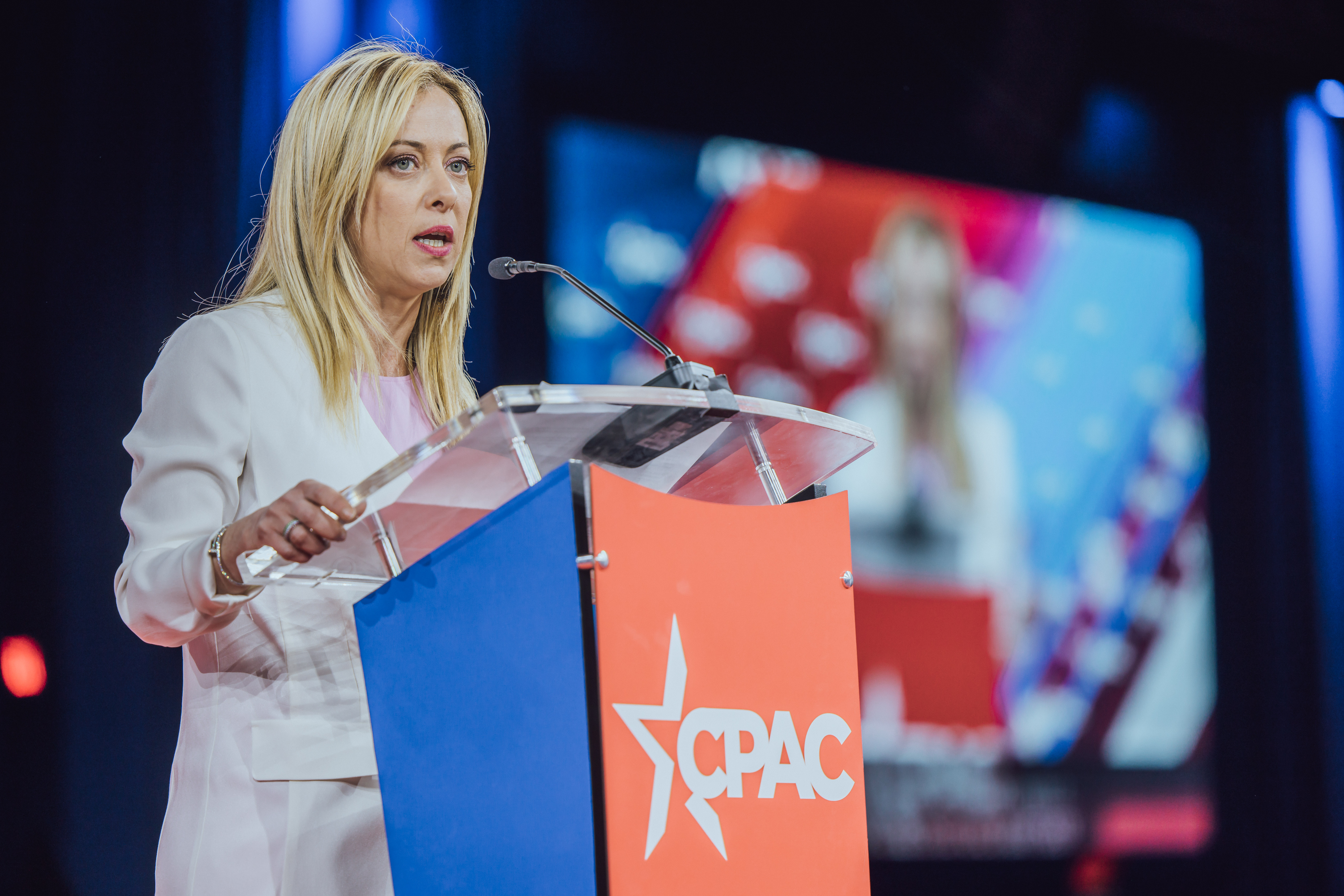
ملوني خلال كلمتها في المؤتمر السنوي للعمل السياسي المحافظ (نسخة 2022) في فلوريدا بالولايات المتحدة الأمريكيّة.

### التعددية الثقافية والهجرة
اتُهمت ملوني برهاب الأجانب، بالإضافة إلى رهاب الإسلام (الإسلاموفوبيا). أعادت في آب/أغسطس 2022 نشر مقطع فيديو على حسابها الرسمي تويتر يُظهر امرأةً – جرى التشويش على وجهها – تتعرض للاغتصاب من قِبل طالب لجوء، ومع ذلك فقد شجبت ضحية الاغتصاب نَشْر الفيديو وأكّدت أنه تم التعرف عليها من خلال الفيديو الذي ساهمت ملوني في إشهاره. أثارَ هذا الأمر جدلًا كبيرًا وردود فعلٍ قويّة، ودافعت ملوني عن نفسها باتهام سياسيين آخرين بعدم إدانة الاغتصاب نفسه. انتقدت نهجَ إيطاليا تجاه المهاجرين غير الشرعيين، وأيَّدت ما يُعرَف بنظريّة الاستبدال العظيم وهي نظريّة مؤامَرة قومية بيضاء. تُعارض ملوني استقبال المهاجرين غير الأوروبيين والتعددية الثقافية، وتقول إنها تؤمن وتُصدّق بأنّ الهجرة الجماعية «المُخَطَّط لها» من إفريقيا إلى أوروبا غرضها استبدال الإيطاليين والقضاء عليهم. تعرضت ملوني لانتقاداتٍ بسبب تصريحاتها حول اللقاحات وفيروس كورونا كما انتُقدت بسببِ قضيّة عدم تطعيم ابنتها، وادعائها بأنّ احتمال وفاة شخص يتراوحُ عمره ما بين سنة حتى 19 سنة بسببِ كوفيد-19 هو نفسه احتمال وفاته بسببِ صعقة برق.

### القضايا الخارجية
صوَّتت ملوني لصالحِ التدخل العسكري في ليبيا عام 2011، لكنها انتقدت في عام 2019 المنطق الفرنسي للتدخل في طرابلس مُجددًا. تنتقدُ ملوني العلاقات الإيطالية مع المملكة العربية السعودية و‌قطر مشيرةً إلى أن الدولتانِ «تنشرانِ بشكل منهجي ومتعمَّد النظريات الأصولية التي هي الأسباب الرئيسية لنمو الأصولية الإسلاميّة». لقد عارضت جورجا قرار استضافة نهائي كأس السوبر الإيطالي في المملكة العربية السعودية، وذكرت أن إيطاليا يجب أن تثير بشكل فعال قضية حقوق الإنسان في السعودية. دعت ملوني إلى طرد السفير الهندي لدى إيطاليا على خلفيّة قضية إنريكا ليكسي، وحثت النجم الإيطالي أليساندرو ديل بييرو على رفض اللعب في دوري السوبر الهندي حتى عودة المارينز الإيطاليين المحتجزين. في أعقابِ القضيّة التي عُرفت إعلاميًا بقضية آسيا بيبي، انتقدت ملوني ما سمّته «صمت الغرب» ودعت إلى اتخاذ موقف أقوى من قبل المجتمع الدولي ضد انتهاكات حقوق الإنسان في باكستان. كانت ملوني قبلَ الغزو الروسي لأوكرانيا عام 2022 مؤيّدةً لربطِ علاقاتٍ أفضل مع روسيا لكنها أدانت الغزو وتعهدت بمواصلة إرسال الأسلحة إلى كييف. ملوني داعمةٌ لحلف شمال الأطلسي، على الرغم من أنها لا تزالُ متشككةً في موضوعِ الاتحاد الأوروبي، حيثُ سبقَ لها وأن دعت إلى الانسحاب من منطقة اليورو. ترفضُ جورجا في هذا السياق تسمية «المشككين» أو «الشكوكيّة الأوروبيّة»، وتُفضّل تسمية «الواقعية الأوروبية»، كما أنها مؤيدةٌ لتوثيق العلاقات بين إيطاليا وتايوان.

### الفاشية
سبقَ وأن أدلت ملوني بعددٍ من التصريحات التي أثارت الكثير من الجدل، حيثُ أشادت مرةً خلال مقابلةٍ لها مع قناة تلفزيونيّة فرنسيّة بالديكتاتور الإيطالي بينيتو موسوليني واصفةً إيّاه بأنه «سياسي جيّد، [وهو] الأفضل في الخمسين عامًا الماضية» وأنّ «كل ما فعله، فعله من أجل إيطاليا»، كما أشادت في مرّة أخرى وتحديدًا في أيّار/مايو 2020 بجورجيو ألميرانتي المؤسس المشارك للحركة الاجتماعية الإيطاليّة، وهو الذي كان متعاونًا مع النازيين فضلًا عن كونه رئيس تحرير المجلّة المثيرة للجدل: مجلّة الدفاع عن العرق (بالإيطالية: La Difesa della Razza) التي وُصفت بأنها معادية للسامية وعنصريّة، كما ساهمَ في نشر «بيان العِرق» (بالإيطالية: Manifesto degli scienziati razzisti) عام 1938. كشفَ البرنامج التلفزيوني الاستقصائي المستقلّ تقرير (بالإيطالية: Report) في كانون الأول/ديسمبر 2020 من خلال تقريرٍ استقصائي مُفصّل أن حزبَ جورجا «قد وصل إلى الرقم القياسي في اعتقالات الموالين له بسبب علاقاتهم مع جماعة المافيا ندرانجيتا»، كما كشفَ أنّ عددًا من الموالين للحزب من مؤيدي موسوليني (يُطلَق عليهم لقبُ أحفاد موسوليني)، ويحنّون للفاشيّة. قامَت صحيفةُ «Fanpage.it» الإيطاليّة التي تتخذُ من نابولي مقرًا لها بتحقيقٍ استقصائي آخر عام 2021، حيثُ حقَّقت في عددٍ من فيديوهات جورجا التي تعود لتشرين الثاني/نوفمبر 2018، ووجدت إعلانًا لملوني تُؤكّد فيه أنّ الاحتفال بيوم التحرير المعروفِ أيضًا باسم ذكرى تحرير إيطاليا من الفاشية النازية في 25 نيسان/أبريل وذكرى يوم الجمهوريّة الذي يُحتفَل بيه في الثاني من حزيران/يونيو من كل عام تخليدًا لذكرى تأسيسِ الجمهورية الإيطالية الحديثة يجبُ استبدالهما بيوم الوحدة الوطنية والقوات المسلحة في الرابع من تشرين الثاني/نوفمبر وهو اليوم الذي يُحيي ذكرى انتصار إيطاليا في الحرب العالمية الأولى. أكّدت ملوني في ذاتِ السياق على أنّ يومي أو احتفالي التحرير وتأسيس الجمهورية الحديثة هما «احتفالان مثيران للجدل». حاولت ملوني أن تنأى بنفسها عن علاقاتها الوثيقة مع روبرتو جونغي لافاريني، السياسي ورائد الأعمال اليميني المتطرف في ميلانو والذي يُعرف باسمِ «البارون الأسود».
نشرت جورجا ملوني في وقتٍ ما من عام 2021 كتابًا يحكي سيرتها الذاتيّة بعنوان «أنا جورجا» وفيهِ كتبت أنّ روسيا تحت حكم فلاديمير بوتين تُدافع عن ما أسمتها القيم الأوروبية والهويّة المسيحية. بالعودةِ إلى عام 2006 فقد دافعت ملوني عن القوانين التي أقرها مجلس الوزراء بقيادة برلسكوني والتي سمحت للأخير بتأجيلِ المحاكمات الجارية المتعلقة به وبشركاته، حيثُ صرَّحت ملوني قائلةً: «من الضروري وضعها [القوانين] في سياقها. [صحيحٌ] أنّ تلك القوانين وضعها سيلفيو برلسكوني لنفسه، لكنها قوانين عادلة تمامًا». قرَّرت ملوني بعد تشكيلِ حزب إخوة إيطاليا عام 2012 إضافة رمز «لهب الألوان الثلاثة» إلى علمِ حزبها الجديد وهو الرمز الموجود في علمِ الحركة الاجتماعية الإيطالية والمُشتقّ أساسًا من علم الجمهورية الإيطالية الاشتراكية بحيثُ تعني الألوان الثلاثة: «العنف» و«التنشئة الاجتماعيّة» و«الجمهوريّة الثوريّة»، وهي نفسها الصفات التي قامَت عليها الفاشية الإيطالية التي أسَّسها موسوليني كـ «دولة دمية» لألمانيا نازية في عام 1943. رأى مراقبون مثل المؤرّخة الأمريكيّة والباحثة في موضوع الفاشية وقضايا القادة الاستبداديون روث بن غياث وديفيد برودر أن ملوني وحزب إخوة إيطاليا كانا غامضَيْن بشأن ماضيهما الفاشي حيثُ يرفضانهِ أحيانًا ويقلّانِ منه في أحيانٍ أخرى، وأنَّ هذا ساعد ملوني على إعادة تسمية نفسها وحزبها. قلَّلت جورجا ملوني من التحقيق الذي أجراهُ موقع «Fanpage»، رافضةً في الوقت ذاته وبشكل علني إزالة الأعضاء الذين يعتنقون الفاشيّة الجديدة من حزبها، لكنها وقبل فترة وجيزة من الانتخابات العامة لعام 2022 أقالت عضوًا أشاد علانيةً بأدولف هتلر، كما نأت بنفسها وحزبها عن بلدة أسكولي بيتشينو التي احتفلت بالذكرى السنوية لمسيرة الزحف إلى روما في عام 2019. على صعيدٍ آخرٍ فإنّ ملوني تُعتبر شخصية مثيرة للجدل في كرواتيا وذلك بسبب تصريحاتها الوحدوية الإيطالية فيما يخصُّ المطالبة بمنطقَتي دالماسيا و‌إستريا، ولمعارضتها لدخول الكروات إلى الاتحاد الأوروبي بسبب الخلاف الذي لم يتم حله بشأن ممتلكات الإيطاليين المنفيين بعد الحرب العالمية الثانية من دالماتيا وإستريا.

## الحياة الشخصية
جورجا ملوني متزوّجة من أندريا جيامبرونو ولدى الثنائي ابنة واحدة سُمّيت جينيفرا. يعملُ زوجها صحفيًا في قناة ميدياست التليفزيونية المملوكة لسيلفيو برلسكوني. جورجا مسيحيّة وقد استخدمت بحسبها هويتها الدينية جزئيًا للمساعدة في بناء شخصيتها الوطنيّة. قالت في خطابٍ ألقته عام 2019 أمام تجمع حاشد في العاصمة روما: «أنا جورجا، أنا امرأة، أنا أم أنا إيطالية، أنا مسيحيّة». ذكرت بعضُ التقارير الصحفيّة الإيطاليّة في أيلول/سبتمبر 2022 أنّ جورجا ملوني تُؤمن أو بالأحرى تحتضنُ شعار الفاشيّة الإيطاليّ القديم: «الله، الوطن، العائلة»، وعبَّرت عن استيائها من ارتباط هذا الشعار بالماضي الفاشي لإيطاليا.
تُعدُّ ملوني من أشدِّ المعجبين بالخيال والفنتازيا، حيث تُحبّ ملحمة سيد الخواتم لجون رونالد تولكين والتي وصفتها – أي الملحمة – بأنّها «نصٌّ مقدس». بصفتها ناشطة شابة في الحركة الاجتماعية الإيطالية فقد حضرت المسرحيّة التي تتحدثُ عن هوبيت العِرق الخيالي في ملحمة سيد الخواتم، كما غنَّت مع الفرقة الشعبية المتطرفة «رفقة الخاتم» (بالإيطالية: Compagnia dell'Anello) التي سُميّت على اسم رفقة الخاتم المجلّد الأول ضمن ثلاث مجلدات من ملحمة سيّد الخواتم. سمَّت في وقتٍ لاحقٍ أحد مؤتمراتها السياسيّة باسمِ «أتريجو» على اسم بطلِ الرواية الخياليّة قصة بلا نهاية. لقد ربطَ اليمين المتطرف الإيطالي نفسه تقليديًا بالخيال، والذي يَعتبر أنه يشاركه «رؤيته للروحانية ضد المادية». خلال أحدِ حواراتها لصحيفة نيويورك تايمز الأمريكيّة صرَّحت جورجا قائلةً: «أعتقدُ أنّ تولكين [مؤلِّف ملحمة سيد الخواتم] يُمكن أن يقول أفضل مما يمكننا قوله عمَّا يؤمن به المحافظون».

## التاريخ الانتخابي
| الانتخابات | المجلس      | الدائرة الانتخابيّة | الحزب | الحزب          | عدد الأصوات | النتيجة |
| ---------- | ----------- | ------------------ | ----- | -------------- | ----------- | ------- |
| 2006       | مجلس النواب | لاتسيو 1           |       | التحالف الوطني | -           | _       |
| 2008       | مجلس النواب | لاتسيو 2           |       | شعب الحرية     | -           | _       |
| 2013       | مجلس النواب | لومبارديا 3        |       | إخوة إيطاليا   | -           | _       |
| 2018       | مجلس النواب | لاتسيو 2، لاتينا   |       | إخوة إيطاليا   | 70268       | _       |
| 2022       | مجلس النواب | أبروزو، لاكويلا    |       | إخوة إيطاليا   | 104،823     | _       |

| الانتخابات العامة الإيطالية 2018 (مجلس النواب): لاتينا | الانتخابات العامة الإيطالية 2018 (مجلس النواب): لاتينا | الانتخابات العامة الإيطالية 2018 (مجلس النواب): لاتينا | الانتخابات العامة الإيطالية 2018 (مجلس النواب): لاتينا | الانتخابات العامة الإيطالية 2018 (مجلس النواب): لاتينا |
| المُرَشَّح/ة                                               | المُرَشَّح/ة                                               | الائتلاف                                               | عدد الأصوات                                            | %                                                      |
| ------------------------------------------------------ | ------------------------------------------------------ | ------------------------------------------------------ | ------------------------------------------------------ | ------------------------------------------------------ |
|                                                        | جورجا ملوني                                            | تحالف يمين الوسط                                       | 70268                                                  | 41.0                                                   |
|                                                        | ليون مارتيلوتشي                                        | حركة النجوم الخمسة                                     | 62.563                                                 | 36.5                                                   |
|                                                        | فيديريكو فوتيلي                                        | تحالف يسار الوسط                                       | 26293                                                  | 15.3                                                   |
|                                                        | آحرون                                                  | آحرون                                                  | 12269                                                  | 7.2                                                    |
| المجموع                                                | المجموع                                                | المجموع                                                | 171393                                                 | 100.0                                                  |

| الانتخابات العامة الإيطالية 2022 (مجلس النواب): لاكويلا | الانتخابات العامة الإيطالية 2022 (مجلس النواب): لاكويلا | الانتخابات العامة الإيطالية 2022 (مجلس النواب): لاكويلا | الانتخابات العامة الإيطالية 2022 (مجلس النواب): لاكويلا | الانتخابات العامة الإيطالية 2022 (مجلس النواب): لاكويلا |
| المُرَشَّح/ة                                                | المُرَشَّح/ة                                                | الائتلاف                                                | عدد الأصوات                                             | ٪                                                       |
| ------------------------------------------------------- | ------------------------------------------------------- | ------------------------------------------------------- | ------------------------------------------------------- | ------------------------------------------------------- |
|                                                         | جورجا ملوني                                             | تحالف يمين الوسط                                        | 104،823                                                 | 51.5                                                    |
|                                                         | ريتا إينوسينزي                                          | تحالف يسار الوسط                                        | 42630                                                   | 20.9                                                    |
|                                                         | أتيليو أندريا                                           | حركة النجوم الخمسة                                      | 33132                                                   | 16.3                                                    |
|                                                         | آحرون                                                   | آحرون                                                   | 22998                                                   | 11.3                                                    |
| المجموع                                                 | المجموع                                                 | المجموع                                                 | 203،583                                                 | 100.0                                                   |